# Zorzines recens
Zorzines recens är en fjärilsart som beskrevs av Inoue 1982. Zorzines recens ingår i släktet Zorzines och familjen nattflyn. Inga underarter finns listade i Catalogue of Life.